# Super Extra Gravity
Super Extra Gravity è il sesto album di canzoni dei The Cardigans pubblicato nel 2005.

## Tracce
1. Losing A Friend - 3:49
2. Godspell - 3:29
3. Drip Drop Teardrop - 3:22
4. Overload - 3:18
5. I Need Some Fine Wine and You, You Need to Be Nicer - 3:33
6. Don't Blame Your Daughter (Diamonds) - 3:36
7. Little Black Cloud - 3:26
8. In The Round - 4:16
9. Holy Love - 4:07
10. Good Morning Joan - 3:36
11. And Then You Kissed Me II - 3:57